# Paraharmochirus
Paraharmochirus – rodzaj pająków z rodziny skakunowatych i podrodziny Salticinae. Obejmuje dwa opisane gatunki. Występują endemicznie na Nowej Gwinei.

## Morfologia i występowanie
Pająki te wykazują mimikrę względem błonkówek z rodziny mrówkowatych. Ciało jest wydłużone, ubarwione głównie ciemnoczerwonobrązowo. Karapaks odznacza się obficie punktowaną powierzchnią i wypukłymi na wysokości oczu tylno-bocznej pary brzegami bocznymi. Odnóża pierwszej pary mają przysadziste uda, rzepki i golenie oraz znacznie cieńsze nadstopia i stopy. Na spodzie goleni pierwszej pary znajdują się szeregi włosków. Opistosoma (odwłok) jest po stronie grzbietowej przewężony. Samce wyróżniają się na tle całego plemienia skręconym zgodnie z kierunkiem ruchu wskazówek zegara embolusem w bulbusie nogogłaszczków.
Oba gatunki występują endemicznie na Nowej Gwinei w północnej części krainy australijskiej. P. tualapaensis znany jest z prowincji Southern Highlands w Papui-Nowej Gwinei, gdzie spotykany był na rzędnych od 570 do 1100 m n.p.m., na pniach drzew.

## Taksonomia
Takson ten wprowadzony został w 1915 roku przez Kálmána Szombathego jako monotypowy. Drugi jego gatunek opisali w 2012 roku Zhang Junxia i Wayne Maddison.
Do rodzaju tego należą dwa opisane gatunki:
- Paraharmochirus monstrosus Szombathy, 1915
- Paraharmochirus tualapaensis Zhang & Maddison, 2012

Rodzaj ten do niedawna umieszczono w podrodzinie Euophoryinae. Po rewizji systematyki skakunowatych z 2015 roku takson ten ma status plemienia w kladzie Simonida w obrębie podrodziny Salticinae. W obrębie plemienia Euophoryini Paraharmochirus tworzy klad z rodzajami Chalcolemia, Chalcolecta, Diolenius, Efate, Furculattus, Ohilimia, Sobasina, Tarodes i Udvardya, na co wskazują wyniki morfologiczno-molekularnej analizy filogenetycznej, którą przeprowadzili w 2015 roku Zhang Junxia i Wayne Maddison.